# Pitcairnia pulverulenta
Pitcairnia pulverulenta är en gräsväxtart som beskrevs av Hipólito Ruiz López och Pav.. Pitcairnia pulverulenta ingår i släktet Pitcairnia och familjen Bromeliaceae.
Artens utbredningsområde är Peru. Inga underarter finns listade i Catalogue of Life.